# Allelopatia
L'allelopatia (detta anche competizione chimica, o antagonismo radicale) è un fenomeno che interviene molto frequentemente nella competizione interspecifica e competizione intraspecifica tra le piante nell'agroecosistema, per cui una pianta rilascia nel terreno, a seguito del metabolismo della stessa, sostanze (esempio metaboliti secondari) che inibiscono la crescita e lo sviluppo di piante concorrenti vicine. Tali sostanze si comportano perciò come fitotossine radicali (esempio juglone dal noce nero, amigdalina dal pesco, florizina dal melo). Talvolta può essere stimolata da alcuni parassiti, i quali agevolano la produzione di tali sostanze per impedire ad altri parassiti di interagire con lo stesso ospite.
L'allelopatia riduce pertanto la competizione interspecifica, perché diminuisce o elimina altre piante potenzialmente competitrici nella disponibilità delle risorse (nutrienti, acqua, luce). D'altro canto, negli ultimi anni l'allelopatia è considerata come quel fenomeno che inibisce o incrementa la crescita delle piante (hormesis).
Sotto l'aspetto tecnico è considerato un fenomeno negativo nei casi di reimpianto, in quanto fa parte del complesso di fenomeni alla base della stanchezza del terreno: a causa della presenza di tossine radicali, diverse specie da frutto, in particolare le drupacee, manifestano sintomi di sofferenza quando viene reimpiantato un frutteto in successione ad uno della stessa specie. Sotto un altro aspetto, il fenomeno è invece utile negli impianti ad alta densità, in quanto la minore competizione permette una riduzione della distanza tra le file.